# 재생 가능 에너지
재생 가능 에너지(再生可能 - , 영어: renewable energy)는 재생이 가능한 자원, 즉 햇빛(태양), 바람(풍력), 비, 조수(조력), 파도(파력), 지열과 같이 시간이 지남에 따라 자연적으로 보충되는, 재생&지속이 가능한 자원으로부터 수집된 에너지이다. 그 밖에도 수력, 생물 자원(바이오매스) 등이 있다. 재생이 가능한 에너지의 종류는 이처럼 매우 다양하지만, 이들의 대부분(99.98%)은 태양으로부터 온 것이다.
바람은 공기가 태양 에너지를 받아서 움직이기 때문이고, 물의 흐름도 햇빛을 받아 증발한 수증기가 비가 되어서 내리기 때문에 생긴다. 파도나 해류도 바닷물이 햇빛을 받아 온도 차가 일어나기 때문에 생긴다. 나무의 화합물(탄수화물)도 광합성을 통해서 만들어지는 것으로 태양 에너지가 변형된 것이다.
재생 가능한 에너지 중에서 태양 에너지와 크게 상관이 없는 것은 조력과 지열이다. 조력은 조수를 이용하는 것인데, 조수는 달이 지구를 잡아당기는 힘에 의해서 발생한다. 지열은 지구 내부의 열로 인한 것이다.
재생이 가능한 에너지는 태양 에너지, 풍력, 수력 발전, 바이오 연료, 지열로 기술적인 범위가 매우 넓다. 기후변화 문제의 심화와 화석연료의 고갈 등으로 재생이 가능한 에너지의 중요성과 비중은 점차 증가하고 있다.
생활 속에서 주로 사용되는 에너지는 화석 연료 에너지이다. 그러나 화석 연료를 에너지로 변환하는 과정에서 생기는 공해 물질들은 환경 오염, 지구 온난화의 주된 이유로 꼽힌다. 또한, 신재생 에너지 비하여 자원이 한정적인 것 또한 문제이다. 때문에, 화석 연료 에너지를 대체할 수 있는 에너지들이 활발히 연구되기 시작했고, 실생활에서도 사용 범위가 넓어지고 있다. 
재생 가능 에너지 시스템은 다양한 기술을 포함하고 있으며 현재에 이르러 상당히 다양해졌다. 일부 기술은 이미 성숙 상태에 이르러 경제적으로 경쟁적이며, 다른 기술들은 추가적인 개발이 필요하다.
지구상에 존재하는, 재생이 가능한 에너지의 대부분이 태양 에너지의 변형이기 때문에 그 양도 한정되어 있다. 우리가 하루에 사용할 수 있는 재생 가능 에너지의 양은 하루 동안 지구로 들어오는 태양 에너지의 양을 넘지 못한다. 그러므로 재생 가능 에너지를 적극적으로 개발해서 사용한다고 해도 우리가 무한한 에너지를 얻을 수 있는 것은 아니다. 친환경적이다.

## 종류
| 전기               | 전기               | 전기                  |
| 종류               | 2001년 에너지 비용 | 잠재 미래 에너지 비용 |
| ------------------ | ------------------ | --------------------- |
| 풍력 발전          | 4–8 ¢/kWh          | 3–10 ¢/kWh            |
| 태양광 발전        | 25–160 ¢/kWh       | 5–25 ¢/kWh            |
| 태양열             | 12–34 ¢/kWh        | 4–20 ¢/kWh            |
| 대형 수력 발전     | 2–10 ¢/kWh         | 2–10 ¢/kWh            |
| 소형 수력 발전     | 2–12 ¢/kWh         | 2–10 ¢/kWh            |
| 지열 발전          | 2–10 ¢/kWh         | 1–8 ¢/kWh             |
| 바이오매스         | 3–12 ¢/kWh         | 4–10 ¢/kWh            |
| 화석 연료 (비교)   | 4 ¢/kWh            |                       |
| 열                 |                    |                       |
| 종류               | 2001년 에너지 비용 | 잠재 미래 에너지 비용 |
| 지열               | 0.5–5 ¢/kWh        | 0.5–5 ¢/kWh           |
| 바이오매스 — 열    | 1–6 ¢/kWh          | 1–5 ¢/kWh             |
| 낮은 온도의 태양열 | 2–25 ¢/kWh         | 2–10 ¢/kWh            |

### 태양 에너지
태양 에너지는 지구의 모든 에너지의 근원인 에너지이다. 인류는 오래전부터 태양에너지를 생활에 이용하여 왔으며 그 방식 중 가장 오래된 것은 바로 집을 남향으로 짓는 것을 들 수 있다. 집을 남향으로 지음으로써 겨울에는 태양빛을 잘 받아 따뜻하게 지낼 수 있으며 여름에는 빛을 적게 받아 시원하게 지낼 수 있다. 이러한 방식은 건축의 가장 기본으로 오늘날에도 건물을 지을 때 가장 먼저 고려해야 하는 사항이다. 그 후 보다 직접적으로 태양 에너지를 사용할 수 있는 방법을 찾아 내었다. 바로 태양열 가열 장치이다. 이 장치는 태양열 가열기를 통해 물을 가열하여 온수를 만들어내는 장치로, 온수 생산뿐만 아니라 난방에까지 활용이 가능하다. 이 기술이 발전하여 태양열을 이용하여 물을 끓이고 이때 발생하는 증기를 통해 전기를 생산하기에 이르렀다. 이는 태양 에너지를 활용하여 직접적으로 화석 에너지를 대체할 수 있는 방법이다.
태양 에너지를 직접 전기에너지로 전환하는 방법도 사용되고 있다. 이른바 태양 전지라고 불리는 실리콘 셀을 이용하는 방식인데, 태양 에너지가 실리콘 셀에 부딪히면 셀 내부에서 전자가 방출되어 전류를 만들어 낸다. 이 직류 에너지를 인버터를 통과시켜 교류로 바꾸어 줌으로써 우리가 실생활에 활용할 수 있는 교류 전기를 생산해 낸다. 최근에는 전기 사용량이 많은 기업에서부터 일반 가정, 우주에 쏘아 보내는 인공위성에 이르기까지 그 활용이 점점 늘어나고 있는 추세이다.
태양 에너지를 활용한 이러한 장비들은 한번 시설을 마련하면 유지 보수 비용이 거의 들지 않으며, 공해가 없고, 시설의 수명이 매우 길다는 장점이 있다. 물론 단점도 존재한다. 초기 시설 비용이 기존의 전기 생산 시설에 비해 월등히 비싸다는 단점으로 지금까지 그 활용이 제한되어 왔다. 하지만 계속된 기술 개발로 시설 비용을 낮추려는 노력이 계속되고 있으며, 실제 시설 비용이 점점 감소하고 있기 때문에 점차 화석 연료를 대체하는 주력 에너지 자원으로서의 위치를 획득해 나갈 것이다

### 풍력 에너지(바람)

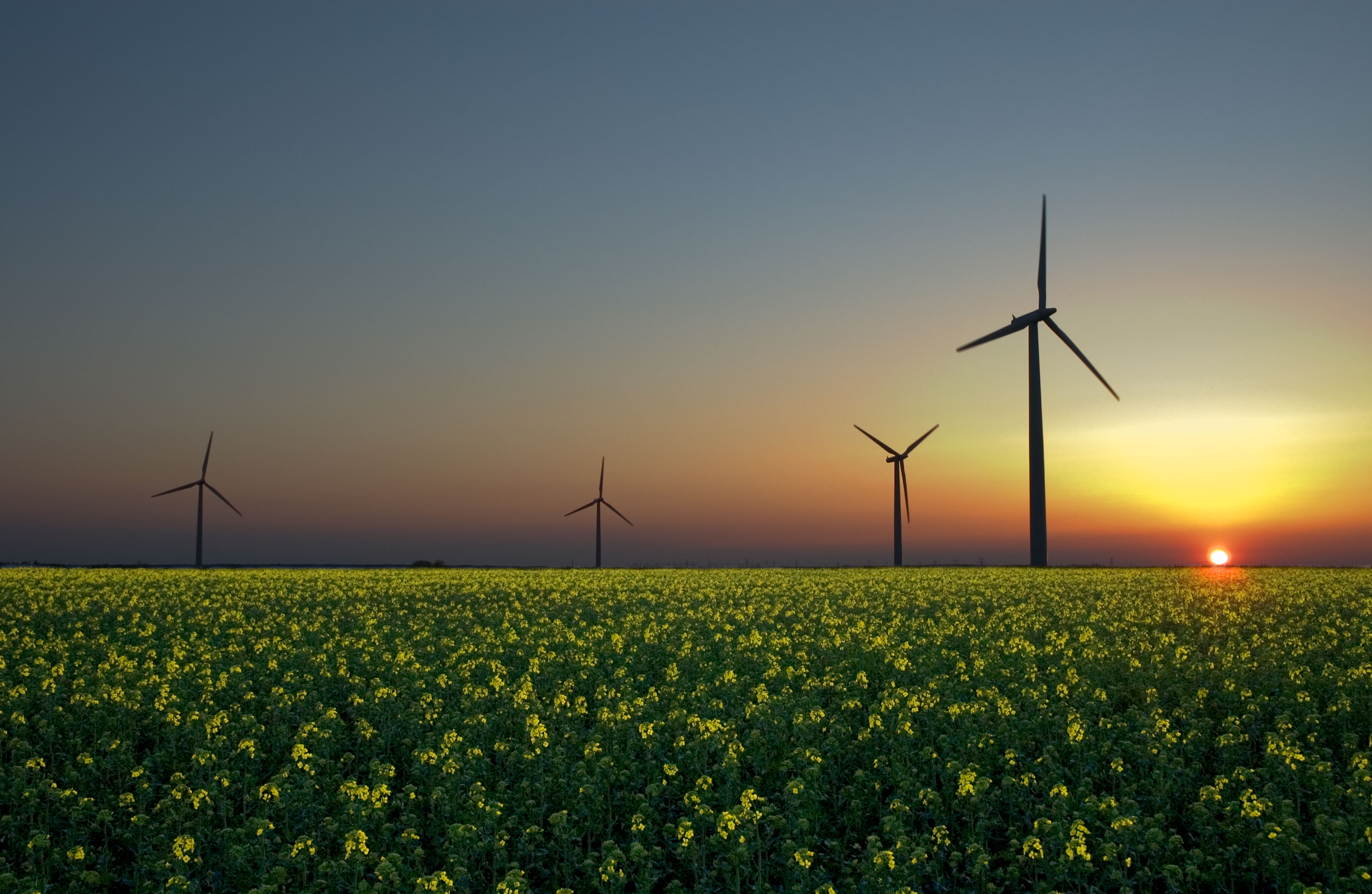
세 가지 재생 가능 에너지
-- 식물 / 태양 / 바람

풍력 에너지를 활용하여 전력을 생산하는 풍력 발전은, 바람의 운동 에너지가 프로펠러에 닿을 때 그 양력이 발생시키는 회전력으로 발전기를 가동시켜 전기를 만들어 내는 원리를 사용한다. 이러한 풍력 발전은 태양 발전과 마찬가지로 유지 보수가 쉽고 그 비용이 저렴하며 매우 친환경적이라는 장점이 있다. 물론 풍력 발전에도 단점이 존재하는데, 바람이란 존재가 항상 일정하게 부는 것이 아니며 언제, 어디서, 얼마만큼 불어올지 예측하기 힘들다는 점이다. 그러나 이러한 단점은 점점 기술로 보완되고 있다. 발전기 컨트롤 기술의 발전으로, 일정한 바람을 가지고 만들어 낼 수 있는 전기 에너지의 양이 점점 많아지고 있는 것이다. 때문에 총 전기 생산 중 풍력 발전이 차지하는 비중을 높이려는 시도가 여러 나라에서 진행되고 있다. 하지만 풍력 단독으로는 안정적인 전력 공급이 어려워서 아직 대체적인 에너지원이나 혹은 에너지 저장원이 추가로 필요하며, 이런 다른 에너지원이나 에너지의 저장 자체도 새로운 비용을 발생시키기 때문에 경제적이라고 볼 수 없다.

### 지열 에너지
대부분의 지열 자원은 화산 활동 지역에 분포하는데, 이중에서 온천, 간헐천, 끓는 진흙탕, 분기공(화산 가스와 뜨거운 지하수의 분출 구멍) 등은 쉽게 개발할 수 있는 지열 자원이다. 고대 로마인들은 온천을 온수욕과 가정 난방에 이용했으며, 지금도 아이슬란드·터키·일본과 같이 세계의 지열대에 위치한 나라에서는 비슷한 방법으로 지열을 이용하고 있다. 지열 에너지의 가장 큰 잠재력은 전기 발전에 이용되는 것인데, 1904년 이탈리아의 라데렐로에서는 최초로 지열을 이용해 전기를 생산했다. 20세기 후반에는 이탈리아·뉴질랜드·일본·아이슬란드·멕시코·미국·소련 등지에 지열 발전소가 건설되어 발전에 들어갔으며, 그 밖의 다른 여러 나라에서도 건설 중에 있다.
지열 자원 중 가장 유용한 것은 온도 범위가 80~180℃가 되며 지표 아래의 층이나 저장고에 있는 열수와 증기이다. 180℃ 이상의 열수와 증기는 가장 쉽게 발전용으로 개발되는데 현재 가동 중인 지열 발전소에서 효과적으로 이용되고 있다. 이들 발전소에서는 열수를 증기로 바꾸어 터빈을 돌리고, 여기서 생긴 기계적 에너지는 발전기에 의해 전기 에너지로 바뀌게 된다. 지표 아래의 뜨겁고 건조한 지층들도, 물을 층 내로 주입시켜 뜨겁게 만든 다음 증기로 전환시키는 문제만 완전히 해결된다면 지열 에너지의 자원으로 광범하게 이용될 수 있다. 지열 에너지는 공해가 없고, 또 석유 가격이 상승함에 따라 지열 자원 개발에 대한 관심이 점차 높아지고 있다.

### 바이오매스
태양 에너지를 받은 식물과 미생물의 광합성에 의해 생성되는 식물체·균체와 이를 먹고 살아가는 동물체를 포함하는 생물 유기체를 일컫는다. 바이오매스 자원은 곡물, 감자류를 포함한 전분질계의 자원과 초본, 임목과 볏짚, 왕겨와 같은 농수산물을 포함하는 셀룰로스계의 자원과 사탕수수, 사탕무와 같은 당질계의 자원은 물론 가축의 분뇨, 사체와 미생물의 균체를 포함하는 단백질계의 자원까지를 포함하는 다양한 성상을 지닌다. 이들 자원에서 파생되는 종이, 음식 찌꺼기 등의 유기성 폐기물도 포함한다. 이런 유기성 폐기물 중 과일 껍질 같은 것도 기여된다.
화석 연료, 특히 석유 자원은 그 양이 한정되어 있다. 그러나 현재 석유는 다른 어떠한 에너지원보다 사용되는 범위가 넓고 사용 비중도 높다. 따라서 이 석유를 대체할 수 있는 자원 개발에 많은 사회적 관심이 집중되고 따라서 해당 연구들이 활발히 진행되어 왔는데 그 중 하나가 바이오매스이다. 이는 식물을 활용한 새로운 에너지원으로 식물의 지방 성분을 이용하거나 당 성분을 이용한다. 석유 엔진을 개조하여 폐식용유 등의 식물성 기름을 연료로 사용하거나, 식물의 섬유소를 당으로 만들어 여기에서 에탄올을 뽑아내어 연료로 활용한다. 대장균을 비롯한 세균들을 이용하여 에너지를 만드는 방법도 있고, 만약 곡물의 줄기나 잎 등 버려지는 부분까지 활용할 수 있는 기술 개발을 통하여 보다 적은 비용으로 많은 양의 바이오매스 연료를 생산하는 것이 가능해진다면 현재의 석유 자원을 대체하기에 충분하다는 견해가 있으나 지난 수십 년간 세계 에너지 사용량 증가를 볼 때 미래 에너지 난의 해답은 바이오매스라기보다는 인류의 에너지 사용 억제에 있다는 견해 역시 널리 받아들여지고 있다. 바이오매스는 석유 자원에 비해 친환경적이라는 인식이 지배적인데 바이오매스의 원자재인 식물을 키우기 위해 화석연료에서 뽑아낸 천연가스로 만든 인공 비료가 집중적으로 사용되고 인공 비료와 식물을 이동하는데 사용하는 에너지 등을 고려할 때, 석유 자원의 사용이 오히려 더 환경적일 수 있다. 또한 인공 비료를 남용하면 토양 오염과 수질 오염이 일어나고, 많은 양의 식물을 바이오매스 생산에 사용할 경우 그들을 주식으로 삼는 저개발 국가에 식량난을 초래할 수 있다.   

### 수력 에너지
수력 에너지는 20세기 최고의 재생 에너지로 꼽힌다. 현재의 수력 발전은 강에 댐을 건설하여 물의 낙차를 이용한 발전이 주를 이루고 있다. 그러나 이미 수력 발전이 가능할 만한 강에서는 대부분 댐이 건설되어 수력 발전이 이루어지고 있으며, 앞으로 수력 발전을 더욱 확대시키기 위하여 바다에서의 수력 발전을 위한 여러 방법들이 고안되고 있다.
그중 조수 댐은 현재의 전통적인 수력 발전과 유사하다. 밀물 때 물을 댐에 가둔 후 썰물 때 그 낙차를 이용하여 발전하는 방식이다.
그리고 흐르는 조류에 직접 수중 터빈을 돌려 전기 에너지를 생산하는 방식도 있다. 이 방식은 바닷물에 직접 터빈이 맞닿기 때문에 부식 등이 발생하기 쉬워 유지 보수가 어렵고, 또 해양 환경을 직접 다루기 어렵다는 단점이 있다.
마지막으로 파도력을 이용한 방식이 있는데, 파도가 잦은 바다 수면 위에 다관절의 발전 유닛을 띄워놓아 발전을 하는 방식이다. 파도의 움직임이 유닛 관절부의 수압 모터를 회전시켜 그 힘으로 전력을 생산하는 방식이다. 그 외에 염도차 발전이 있다.

### 수소 에너지
수소는 대체 에너지원으로서 에너지 효율이 뛰어나지 않지만 온실 가스 배출이 거의 없는 청정 에너지원이다. 원자로의 전기 분해 방식이 가장 많이 쓰인다. 그리고 미생물을 이용하여 수소 이온 및 전자를 만드는 방법도 있다. 저장하는 방법으로는 풀러렌 속에 수소 기체를 집어 넣는 방법과 수소를 활성탄에 흡착시키고 필요할 때 가열해 필요한 만큼 사용하는 방법이 있다.
장점으로는 공해 물질이 나오지 않는다. 여러 가지 형태로 저장이 가능하다. 물을 원료로 제조할 수 있으며 사용 후에는 다시 물로 재순환된다. 기초 소재부터 비행기까지 거의 모든 분야에 이용될 수 있다. 단점으로는 저장과 수송에 유의해야 할 점이 많다는 점을 꼽을 수 있다. 우리나라에서는 수소 에너지가 자동차에 이용되고 있다. 독일에서는 수소 하이웨이 프로젝트를 진행하여 수소 에너지를 더 활발하게 발전해 나가고 있다.

### 파력 에너지
파도가 해수면을 칠 때 해수면의 상승과 하강으로 생기는 공기의 흐름을 이용하는 에너지이다. 바람에 의해 발생하는 파도의 에너지를 활용하는 방식이므로 바람 또한 태양열의 온도 차이로 발생하는 공기의 흐름이기에 태양을 원천으로 한다. 조력 에너지에 비해 에너지 밀도는 낮지만 설치 영역이 넓고 발전기 가동 시간이 길다는 장점이 있으며 다른 에너지들에 비해 비교적 안정적이고 고정된 에너지 생산이 가능하다. 세계에너지협회의 자료에 따르면 파력 에너지로 생산할 수 있는 에너지의 추정치는 약 2테라와트이고, 이는 화력 발전소 2000개 정도와 맞먹는 발전량이며, 전 세계 전기 생산량 2배에 해당한다. 또한 지구에서 땅보다 바다의 면적이 압도적으로 넓다는 점을 고려했을 때, 다른 신재생 에너지보다 더 광범위한 확장이 가능하다. 대한민국에는 2016년 제주도에 처음 파력 발전소가 준공되었다. 
현재 약 50여 종의 파력 에너지 장치가 고안되어 있는데 그 중 첫 번째는 공기 터빈을 돌리는 장치이다. 진동수주형 파력 발전 장치라 불린다. 파도로 물이 밀려 들어올 때 생기는 공기의 흐름이 터빈을 회전시켜 전기를 생산하는 방식을 사용한다.
다음은 월파식 파력 장치이다. 어느 정도 높이의 벽을 설치하여 파도로 벽을 넘어 물이 들어왔을 때 들어오는 물을 아래로 빼내어 이동하는 물로 터빈을 돌려 에너지를 생산하는 방식의 발전 장치이다.
세 번째는, 물체 운동식 파력 발전 장치이다. 아래에 펌프가 연결되어 있는 물체를 해수면에 띄어둔다. 넘실거리는 파도에 의해 물체가 위아래로 흔들리면 연결된 펌프도 위아래로 운동을 하며 전기를 생산한다. 위의 두 가지 장치는 지에 고정되어있는 형태라면, 물체 운동식 파력 발전 장치는 바다 한가운데 설치된다.

## 신·재생 에너지
신·재생 에너지는 신 에너지와 재생 에너지를 통틀어 부르는 말로, 화석 연료나 핵분열을 이용한 에너지가 아닌 대체 에너지의 일부이다.
신 에너지는 새로운 물리력, 새로운 물질을 기반으로 하는 핵융합, 자기 유체 발전, 연료 전지, 수소 에너지 등을 의미하며, 재생 에너지는 재생 가능한 에너지, 즉 동식물에서 추출 가능한 유지, 에탄올을 이용한 에너지부터 태양열, 태양광, 풍력, 조력, 지열 발전 등을 의미한다.
둘 모두 사실상 무한한 자원을 가지고 있다고 여겨졌으나, 최근의 연구에 의하면 신·재생 에너지의 에너지원이 매우 많을 뿐이지 무한하다고는 할 수 없다는 쪽의 견해가 늘어가고 있다.
특히 수소 에너지의 경우 다음의 조건이 있다고 가정할 때, 100년 또는 그 이상 뒤에 오히려 지구적인 물 부족 현상을 가져올 수도 있다는 가설이 제시되기도 했다.
- 에너지 이용 증가율이 현재와 같은 속도로 증가한다.
- 핵융합이 실용화된다.
- 수소가 전 지구의 에너지를 모두 책임진다.

## 현황
전세계 선진 국가를 중심으로 재생 가능 에너지로 에너지 전환을 이루겠다고 하는 국가들이 있다. 독일에 있는 인구 약 10만 명의 라인-훈스 뤼크 지구(Rhein-Hunsrück District)에서는 공식적으로 지역 내 필요한 전력의 100% 이상을 재생 가능 에너지로 얻고 있고, 독일, 미국, 호주, 캐나다, 일본, 덴마크, 스웨덴의 여러 지자체는 몇 년 후, 몇십 년 후 재생 가능 에너지 비율을 100%로 올리겠다는 계획을 갖고 있다.
국가와 지자체만 재생 가능 에너지 열풍에 동조하는 것은 아니다. 구글은 2017년부터 자사 운영에 필요한 모든 에너지원을 100% 재생 가능 에너지로 조달하고 있다. 2012년 34%에 불과했던 재생 가능 에너지 사용률은 2016년에 50%로 성장했고, 2018년 마침내 100%를 달성했다. 구글뿐만 아니라 BMW, 에스티로더, 이케아, 페이스북 등 글로벌 기업은 각각 수년 내 전 사업장에서 재생 가능 에너지를 사용하겠다는 약속을 하고 에너지 전환을 꾀하고 있다.

## 참고 문헌
- 풍력 에너지에 대해 알아보자 3 (작성자 고든)

## 같이 보기
- 대체 에너지
- 자급자족 빌딩(영어판)
- 제로에너지 빌딩
- 환경 기술
- 적정기술
- 지속 가능한 발전
- 지속 가능한 디자인
- 패시브 하우스
- 에너지플러스 하우스(영어판)
- 에너지 하베스팅
- 클라이밋 그룹(영어판)
- 100% 재생에너지(en:100% renewable energy, RE100)